# Serhij Čepornjuk
Serhij Dmytrovyč Čepornjuk (in ucraino Сергій Дмитрович Чепорнюк?; Kiev, 18 aprile 1982) è un ex giocatore di calcio a 5 ucraino.

## Carriera
Eccetto una stagione con i kazaki dell'Aktubrentgen, Čepornjuk ha sempre militato nel campionato ucraino, indossando le maglie di Interkas, Tajm, Enerhija, Uragan, Unisport e HIT Kiev. Con le prime tre squadre ha giocato anche la Coppa UEFA, qualificandosi sempre per il turno élite. Con la nazionale maschile di calcio a 5 dell'Ucraina ha disputato due Coppe del Mondo e tre edizioni del campionato europeo.

## Palmarès
- Campionato ucraino: 4
Tajm: 2008-09, 2009-10
Uragan: 2010-11
Enerhija: 2011-12
- Coppa d'Ucraina: 4
Interkas: 2004-05
Tajm: 2009-10
Enerhija: 2011-12, 2012-13
- Supercoppa ucraina: 2
Tajm: 2009
HIT Kiev: 2017